# 锡安广场
锡安广场（希伯來語：‎，Kikar Tziyon）是以色列西耶路撒冷的一个广场，位于雅法路、本耶胡达街、赫伯特·塞缪尔街和约尔摩西·所罗门街的交汇处。它原名“锡安圆环”，得名于现已消失的锡安电影院。
锡安广场是下城三角商业区的一个顶点。自从英国托管时期以来，锡安广场已成为耶路撒冷下城文化生活的焦点。锡安广场昼夜繁忙，充满了游客、长者移民、留学生，当地青年、街头表演和宗教活动。近几十年来，锡安广场已成为心怀不满和无家可归的青少年的聚集地。
从1930年代以来，锡安广场是举行大规模抗议和示威的热门地点。锡安广场也是数次恐怖袭击和2012年8月16日一群犹太青年袭击巴勒斯坦年轻人的发生地点。

## 历史

锡安广场，1950年

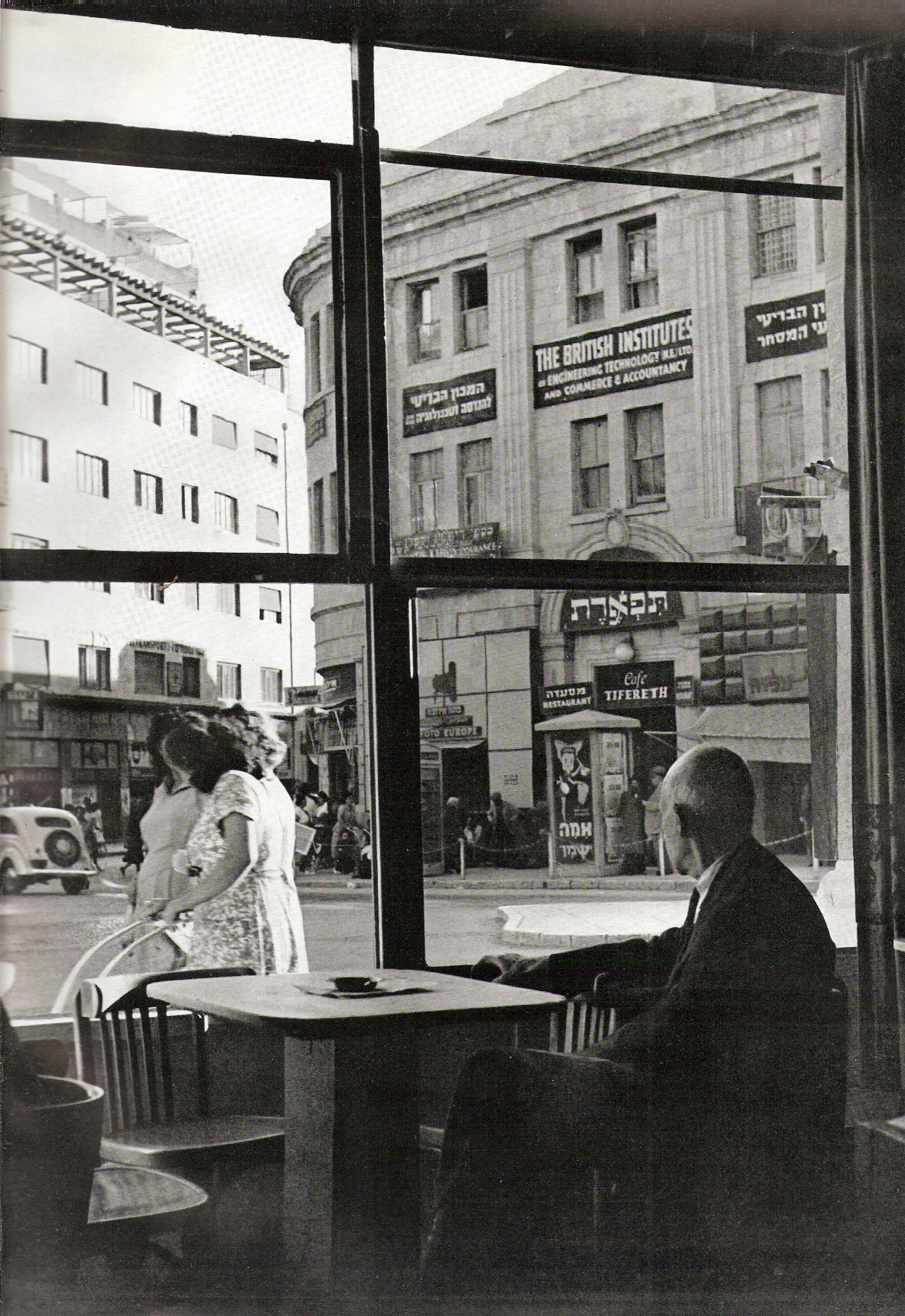
通过维也纳咖啡馆的窗户看锡安广场，1950年

第一次世界大战后，犹太殖民协会从希腊正教会手中购买了锡安广场和下城三角所在的土地，英国托管地当局开辟了本耶胡达街（1922年）和乔治王街（1924年），开始开发这片三角形区域，并设计了环形的锡安广场。
锡安电影院的电影、歌剧、戏剧、音乐会和讲座，使得锡安广场在1920年代和1930年代成为“耶路撒冷文化生活的中心”在下城三角之间的电影院和众多咖啡馆吸引了电影和戏剧观众；两个热门的咖啡馆都位于锡安广场上：维也纳咖啡馆和欧罗巴咖啡馆。

### 政治示威
反对的的 {和打击作用，
自1930年代开始，锡安广场成为政治示威和社会抗议的聚集点，当时年轻的犹太复国主义开始兴起。从1950年代到2000年代，主要是右翼示威活动在这里上演。若干示威演变成暴力冲突，比如1971年的抗议中焚烧总理果尔达·梅厄像；1995年的抗议反对总理伊扎克·拉宾签署塔巴协议，接着数千名抗议者继续前往议会，并毁坏沿途财物。 广场上最大的示威游行包括2000年5月的抗议移交毗邻橄榄山的阿拉伯定居点；2000年11月在阿克萨群众起义之初抗议埃胡德·巴拉克的“限制政策”；2006年抗议总理埃胡德·奥尔默特的政策，每次都吸引大约估计10万人参加。
随着2011年8月雅法路上的耶路撒冷轻轨开通，耶路撒冷警方停止发放在锡安广场示威的许可证，以避免破坏轻轨运行。

### 恐怖袭击
在锡安电影院曾经两度发生未遂爆炸事件，一次在1951年，另一次在1967年。1975年7月4日，一台冰箱装载5公斤炸药，在锡安广场爆炸，死15人，伤77人。1979年3月24日，一枚炸弹在锡安广场的垃圾桶爆炸，死1人，伤13人。2012年8月16-17日的晚上，数十犹太青少年在锡安广场追打4名巴勒斯坦青少年，以色列警方和目击者描述为意图私刑。

### 衰落与重建

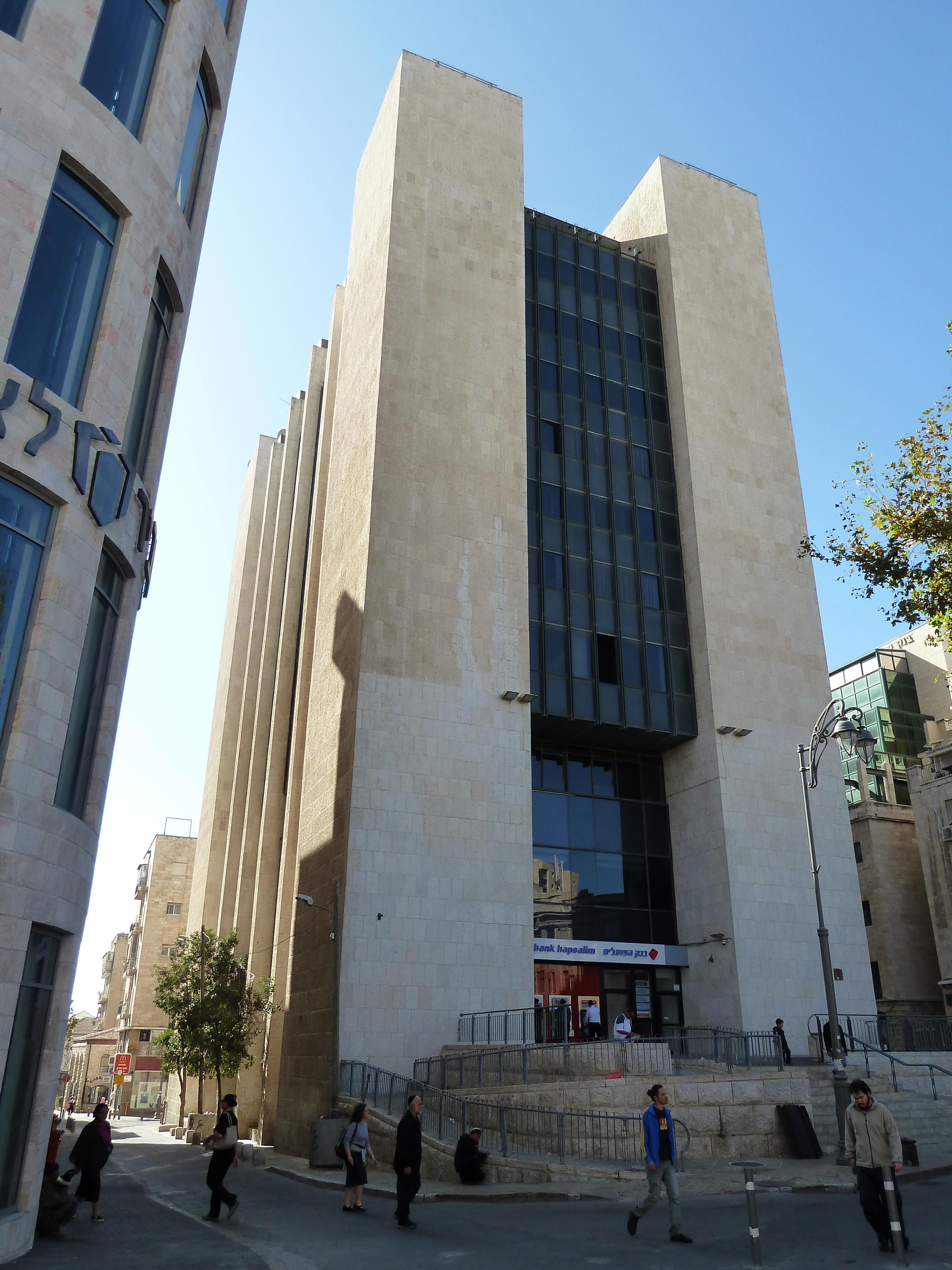
Kikar Zion 酒店（上层）和HaPoalim 银行分行 在前锡安电影院遗址上的

1967年耶路撒冷的统一后，这个城市开始明显扩大。大型商业中心在远离市中心的新社区开张，将顾客从市中心吸引走。政府机构也开始迁出，带来下城三角在1970年代的经济衰退。电视的问世造成下城三角大部分电影院的关闭。锡安电影院于1972年关闭并拆除。原址改建为高层建筑，上部开设Kikar 锡安酒店，下部开设 HaPoalim银行分行
。
1983年，锡安广场、本耶胡达街和下城三角其他街道改建为步行街，这是重振下城区一次成功的努力。

## 街景
锡安广场昼夜繁忙，聚集了各种各样的人：游客，老人移民，神学院学生，街头卖艺者，“总是人满为患，总是疯狂”。辍学、不满的青年宗教移民和无家可归的青年人也出没在广场上。大批俄罗斯青年移民在广场游荡，喝着伏特加。该广场还吸引了数量可观的2005年从加沙撤出的定居点青年。
锡安广场也是吸毒者的聚集地。据估计，广场上游荡的70％的青少年吸食毒品。 Kikar 锡安酒店的底层毒贩和妓女出没。

## 地标

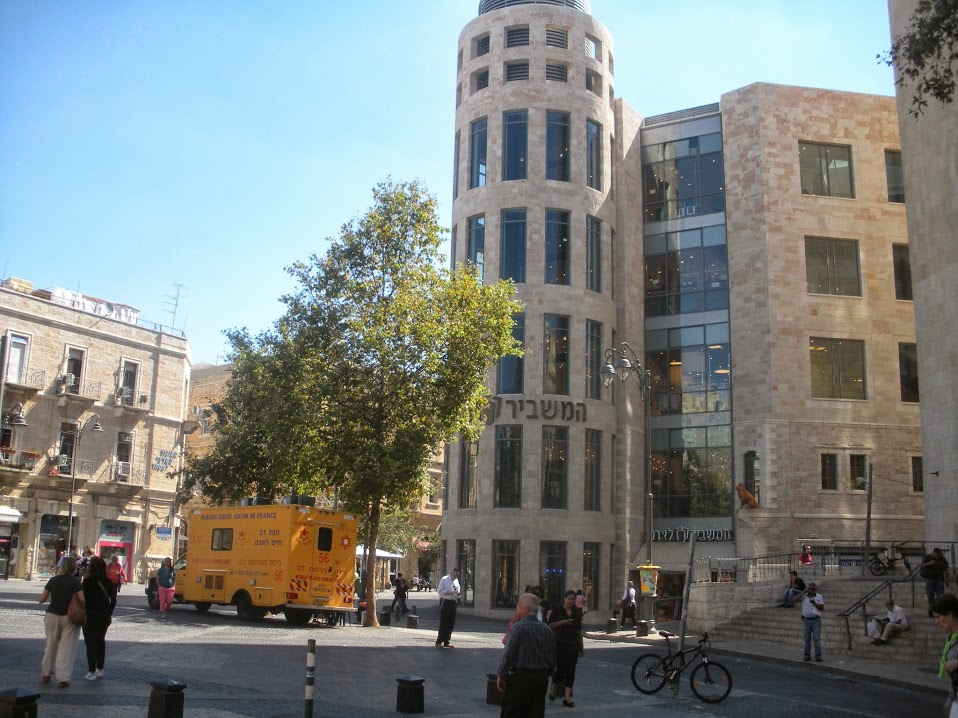
Hamashbir Lazarchan百货公司

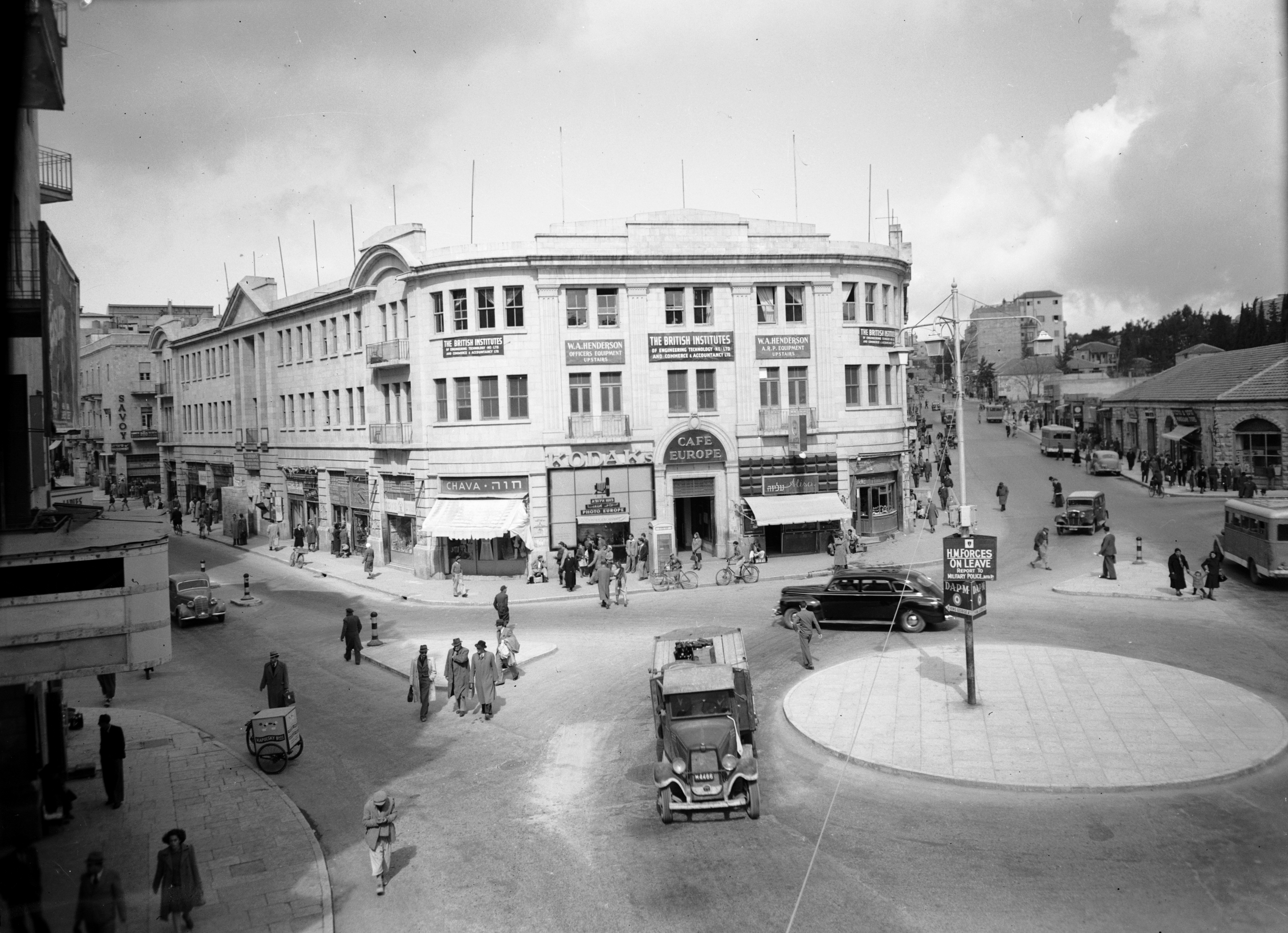
欧罗巴咖啡馆在Sansur大厦在锡安广场，在1934年至1946年

从1920年代到1972年关闭，锡安电影院曾是锡安广场的中心地标。它位于锡安广场南侧，最初有400个座位，放映无声电影。旧影院被降雪损坏后，重建了600个座位的剧院，上演戏剧，音乐会，讲座，和电影。在1920年代和1930年代，锡安电影院曾是耶路撒冷的文化中心。关闭后，其建筑被拆除，在原址改建高层建筑，开设Kikar 锡安酒店和 HaPoalim银行分行。2013年，酒店易主，次年新开塞缪尔·赫伯特酒店（Herbert Samuel Hotel）。 酒店有137个房间和套房，设有360度全景屋顶犹太餐厅。
锡安广场东侧的Hamashbir Lazarchan百货公司，楼高七层，5,000平方（54,000平方英尺），2011年开业，是以色列最大的百货公司，是38家连锁店的旗舰店。该店最初开业于1947年，在雅法路对面，从1970年至2010年搬到靠近乔治王街和本耶胡达街的位置。
锡安广场北侧矗立着耶路撒冷旅馆（Jerusalem Hostel），于1926年开业，原名特拉维夫饭店，后来称为罗恩酒店（Ron Hotel）1948年8月3日，梅纳赫姆·贝京站在酒店的一个阳台，宣布解散伊尔贡，战士们加入以色列国防军。
锡安广场西侧矗立着Sansur Building，建于1929年。，是一座三层的办公和商业楼，新文艺复兴和古典主义风格。业主是一位伯利恒的阿拉伯基督徒商人。此处最早开设欧罗巴咖啡馆，在1930年代和1940年代，广受犹太人，阿拉伯人和英国人欢迎。在1947-48年，耶路撒冷突发事件委员会设此。